# Gurgel G-15
O G-15 é um veículo com versões monovolume e picape produzido pela Gurgel. Com design parecido com o X15. Utilizava motorização identica a de um outro modelo da marca, o X12, suportava cerca de 1.200 kg de carga.

## Ligações Externas
- Best Cars Web Site. Carros do passado.
- Quatro Rodas. Gurgel: o engenheiro que virou carro
- Lexicar Brasil. Gurgel
- Gurgel Clube Rio de Janeiro